# Лімпопо (провінція)
Лімпопо — провінція Південно-Африканської Республіки, яка розташована на північному сході країни. 
Межує на північному заході з Ботсваною, на півночі — з Зімбабве, на північному сході з Мозамбіком, на південному сході — з провінцією Мпумаланґа, на півдні — з провінцією Ґаутенґ, на південному заході з Північно-Західною провінцією. Адміністративний центр провінції — місто Полокване, яке раніше мало назву Пітерсбург. Утворена в 1994 році після адміністративної реформи.